# گشت پنجه‌ای
گشت پنجولی یا سگ‌های نگهبان (به انگلیسی: Paw Patrol)، مجموعه تلویزیونی کودکانه متحرک کانادایی است که توسط کیت چپمن (همچنین خالق باب سازنده) ایجاد شده است. انیمیشن تهیه شده توسط گورو استودیو توسط اسپین مستر اینترتینمنت تولید شده است. در کانادا، این مجموعه در درجهٔ اوّل از تی‌وی‌اوکیدز پخش می‌شود، که اوّلین بار پیش نمایش این مجموعه را در اوت سال ۲۰۱۳ پخش کرد. اوّلین بار این مجموعه در ۱۲ اوت ۲۰۱۳ در نیکلودئون در ایالات متّحده پخش شد.
این مجموعه بر روی پسر نونهالی به نام رایدر متمرکز است که گروهی از سگ‌های گشت و نجات که خود را گشت پنجه‌ای می‌نامند، فرماندهی می‌کند. آنها در ماموریت‌ها برای محافظت از شهر ساحلی خلیج پرماجرا همکاری می‌کنند. هر سگ بر اساس حرفه‌های خدمات اضطراری، مانند یک آتش‌نشان، یک افسر پلیس و یک خلبان هواپیمایی، مهارت خاصی دارد. همهٔ آنها در سگ‌دانی مخصوص خود که تبدیل به وسایل نقلیه برای ماموریت‌های خود می‌شود زندگی می‌کنند. آن‌ها همچنین مجهز به کوله‌پشتی‌های مخصوص هستند که حاوی ابزاری‌های مورد نیاز برای مأموریت‌های‌شان است.
اسپین مستر این مجموعه را به عنوان فرنچایز چندرسانه‌ای تولید کرده است و مجموعه ای از اسباب‌بازی‌ها را بر اساس آن ساخته و توزیع کرده است. فروش اسباب‌بازی‌های گشت پنجه‌ای میلیون‌ها دلار درآمد برای این شرکت ایجاد کرده و حضور اسپین مستر را در بازار اسباب‌بازی‌های پیش دبستانی افزایش داده است. این نمایش و محصولات مرتبط با آن جوایز و نامزدهای مختلفی از انجمن‌هایی مانند آکادمی سینما و تلویزیون کانادا و آکادمی علوم و هنرهای تلویزیونی دریافت کرده‌اند.
در ۴ ژوئن سال ۲۰۱۹، این مجموعه برای فصل هفتم و با ۲۶ قسمت نیم ساعته تمدید شد. در ۱۹ فوریه سال ۲۰۲۰، این سریال برای فصل هشتم و با ۲۶ قسمت نیم ساعته تمدید شد. یک فیلم سینمایی نیز با عنوان گشت پنجه‌ای: فیلم در تاریخ ۲۰ اوت سال ۲۰۲۱ اکران شد.

## قالب
هر قسمت از گشت پنجولی از الگوی مشابهی پیروی می‌کند و دارای موضوعات تکراری است. قسمت‌ها به‌طور معمول با صحنه‌ای باز می‌شود که زندگی روزمرهٔ سگ‌ها نشان داده می‌شود. آنها اغلب یا با اسباب‌بازی‌هایشان بازی می‌کنند یا در زمین بازی نزدیک پایگاه‌شان مشغول فعّالیّت هستند. رایدر، یک پسر ده ساله، با دریافت تماس برای کمک، از یک مشکل خبردار می‌شود. بیشترین تماس گیرندهٔ وی یک زیست‌شناس دریایی به نام کاپیتان توربت است که اطّلاعات زیادی در مورد حیات وحش خلیج پرماجرا دارد. رایدر همیشه از طریق قلاده‌های چشمک‌زن سگ‌ها آنها را خبر می‌کند. پس از آن، اعضای تیم به پایگاه خود می‌دوند و وارد آسانسور آن می‌شوند. مارشال به‌طور معمول آخرین سگی است که به آسانسور می‌رسد و هردفعه باعث یک اتفاق ناخوشایند طنزآمیز می‌شود که سگ‌های دیگر را با بالا رفتن آسانسور می‌خنداند. وقتی به طبقهٔ آخر می‌رسند، لباس‌های خود را می‌پوشند و خودشان را در یک ردیف مرتب می‌کنند. به محض اینکه وارد اتاق فرمان می‌شوند، چیس آمادگی گروه را اعلام می‌کند. آن وقت، رایدر سگ‌ها را از اتفاقی که در خلیج پرماجرا افتاده مطلع می‌سازد. پس از آن، او چندین عضو گروه را انتخاب می‌کند تا برای کمک به حل هر مشکلی که پیش آمده است به رایدر کمک کند.

## شخصیت‌ها

### اعضای گروه
- رایدر: رایدر یک پسربچهٔ حدوداً ۱۰ تا ۱۲ ساله است که وظیفهٔ مدیریت گروه را بر عهده دارد.
- مارشال: مارشال، یک سگ آتش‌نشان از نژاد خالدار است. او شوخ و کمی دست و پا چلفتی است. او با وجودی که یک آتش‌نشان است و در تجهیزاتش نردبان دارد اما از ارتفاع می‌ترسد.
- راکی: راکی، یک سگ باهوش است که وظیفهٔ بازیافت و تعمیر قطعات را دارد، نژاد راکی هاتریر است. او عاشق اسکای است. او آکوافوبیا (ترس از آب) دارد.
- رابِل: رابل، یک سگ کارگر از نژاد بولداگ آمریکایی است که وظیفه جابه جایی اشیای سنگین و سنگ ها را بر عهده دارد.
- چِیس: چیس، یک سگ پلیس از نژاد ژرمن شپرد است او یک پلیس کارآگاه است و در بیشتر مأموریت‌ها نقش دارد.
- اسکای: اسکای، یک سگ خلبان از نژاد کاکپو است. چیس و راکی عاشق او هستند. او دوستی خوبی با زوما دارد.
- اِوِرِست: اورست، یک سگ اسکی باز از نژاد هاسکی است. او بیشتر در مأموریت‌های برفی حضور پیدا می‌کند.
- تراکِر: تراکر، یک سگ است که بیشتر در مأموریت‌های جنگلی حضور پیدا می‌کند.
- زوما: یک سگ دریانورد از نژاد لابرادور است. او دوستی خوبی با اسکای و راکی دارد.

نگاره‌ای از تمام اعضای گروه گشت پنجه‌ای

 رایدر تعلیم دهنده و معلم سگ‌هاست. او قلب بزرگی دارد، نترس است و مهارت‌های لازم برای ماموریت‌های موفق را دارد.
چِیس (شماره شناسایی ۰۲ / رنگ: آبی) یک ژرمن شپرد است. او ورزشکار است و دوست دارد مسئولیت را بر عهده بگیرد، به همین دلیل همیشه اولین نفری است که وارد می‌شود. چیس باید همیشه مراقب باشد زیرا به گربه‌ها و پرها حساسیت دارد. گفته‌های استاندارد او عبارتند از «یک مورد واضح برای چیس» و «این پنجه‌ها دوست و کمک کننده شما هستند» (نوع نیکلودئون) یا «این یک مورد برای چیس است». چیس نیز مانند برخی سگ‌های دیگر دو نوع تجهیزات دارد. او به عنوان یک افسر پلیس با کلاه پلیس، یک ماشین پلیس با مخروط هشدار و مگافون دارد و یک شلیک‌کنندهٔ توپ تنیس (که می‌تواند هر چیز دیگری را نیز شلیک کند) در کوله‌پشتی او تعبیه شده است. به عنوان یک مأمور مخفی، او کلاه ایمنی با دوربین دید در شب/تصویربرداری حرارتی تعبیه شده در آن و کفش‌های فنجان مکش که به او اجازه می‌دهد تا از دیوارها بالا برود بر سر دارد. سپس کوله‌پشتی دارای یک زیپ لاین است که به سمت بالا کشیده می‌شود و طناب‌ها را به جلو و عقب پرتاب می‌کند. این خودرو دارای یک آنتن رادار برای کنترل دوربین پهپاد پرنده است. عناصر مختلف روی خودرو نیز تغییر کرده است. لاستیک‌ها پهن‌تر هستند و روکش سبز دارند.
مارشال (شماره شناسه ۰۳ / رنگ: قرمز) یک دالماسی تا حدی دست و پا چلفتی است که به راحتی می‌توان دربارهٔ او هیجان‌زده شد. مارشال بسیار صمیمی است، از جمله با همهٔ حیوانات. او مانند اسکای دوست دارد در نقش بوگی دوست خزدار (بل-بل-بوگی) بازی کند و با وجودی که یک آتش‌نشان است و در تجهیزاتش نردبان دارد اما از ارتفاع می‌ترسد. ضرب‌المثل استاندارد او این است: «من یک سگ نجات پف پف هستم» یا «مارشال این کار را می‌کند». مارشال همچنین دارای دو تغییر لباس است. او به عنوان یک آتش‌نشان، کلاه ایمنی به سر دارد و جت‌های آب را در کوله‌پشتی خود حمل می‌کند. سپس وسیلهٔ نقلیه او یک ماشین آتش‌نشانی با نردبان چرخان است. لباس دوم مارشال، پزشک است، جایی که او یک لامپ بر روی کلاه خود دارد. کوله‌پشتی او حاوی دستگاه اشعه ایکس و جعبه کمک‌های اولیه است. سپس وسیله نقلیه یک آمبولانس است، اما هرگز باز یا بارگیری نمی‌شود.
اسکای (شماره شناسایی ۰۴ / رنگ: صورتی) یک سگ کوکاپو شجاع و باهوش (ترکیبی از کوکر اسپانیل و پودل) است. او دوست دارد با هلیکوپتر یا با بال‌های کوله‌پشتی اش پرواز کند. اسکای هر موقعیتی را با لبخند مدیریت می‌کند. او مانند مارشال دوست دارد در نقش بوگی دوست پشمالو بازی کند. شعارهای استاندارد او اینها هستند: "من در شرف بلند شدن هستم" و "این پنجه‌ها بال دارند" یا "بزن بریم تو آسمون!". اسکای همیشه بال‌های جت خود را در کوله‌پشتی خود دارد و هلیکوپتر او یک وینچ با طناب بلند دارد. اسکای تجهیزات دومی ندارد و تجهیزات کوله‌پشتی او تا حد زیادی با عملکرد وسیلهٔ نقلیه او مطابقت دارد.
راکی (شماره شناسه ۰۵ / رنگ: سبز) از نژادهای مختلط است که همیشه هر آنچه را که نیاز دارد با خود دارد. او بسیار مشتاق است و صدها ایده دارد. او دچار آکوافوبیا است و از آب خوشش نمی‌آید (آکوافوبیا، یعنی ترس از آب). با این وجود، او با زوما بسیار صمیمی است. شعارهای استاندارد او عبارتند از: «سبز یعنی برو» و «هیچ چیز رو دور ننداز ، دوباره استفاده‌اش کن». راکی گیره‌ها و ابزارهایی را برای همه‌ی نیازها در کوله‌پشتی خود حمل می‌کند. برخلاف چیس یا مارشال، لباس راکی همیشه ثابت می‌ماند، اما وسیلهٔ نقلیه او دو حالت دارد. به عنوان یک سبد زباله/بازیافت، تمام مواد مورد نیاز در آن وجود دارد. همچنین مجهز به لیفتراک است. از طرفی خودروی او را می‌توان به تراکتور تبدیل کرد که دارای سکوی کار نیز می‌باشد. این باعث می‌شود که راکی اگرچه از آب می‌ترسد اما تنها سگی به جز زوما باشد که وسیلهٔ نقلیه آبی دارد.
رابل (شماره شناسایی ۰۶ / رنگ: زرد) او یک بولداگ انگلیسی دوست‌داشتنی است. او همه‌چیز را در مورد اسکیت‌برد و اسنوبرد می‌داند. او همچنین عاشق کثیف کردن خودش در گِل و حمام کردن بعد از آن است. هیچ کاری برای رابل حل‌نشدنی نیست، اما او از عنکبوت می‌ترسد و همیشه اشتهای زیادی دارد. شعارهای استاندارد او عبارتند از: «قلوه سنگ آن را سریع و آسان می‌کند» و «قلوه سنگ نجات دهنده است». مانند راکی، رابل فقط یک یونیفرم دارد، اما دو گزینه تجهیزات روی وسیلهٔ نقلیه خود دارد. وقتی که رایدر می‌گوید، «بکهو لودر» یک بیل بارگیری در جلوی ماشینش باز میشود. یک جرثقیل یا یک مته بسته به نیاز شما در پشت وصل می‌شود.
زوما (شماره شناسه ۰۷ / رنگ: نارنجی) عاشق آب است. این لابرادور نر قهوه ای رنگ نیز عاشق خندیدن و موج سواری است. زوما یک توله سگ بسیار خونگرم و آرام است. اگرچه زوما عاشق آب است و راکی نه، اما این دو با هم بسیار صمیمی هستند. شعار استاندارد او "سرعت کامل به جلو" یا "بزن بریم تو آب" است. او با هاورکرافت خود که به آن هاورکرافت نیز می‌گویند و زیردریایی به مأموریت‌های خود سفر می‌کند.
اِوِرِست (شماره شناسه ۰۹ / رنگ: فیروزه ای) هاسکی ماده است که با جیک در کوهستان زندگی می‌کند. او عاشق اسنوبورد و رانندگی برفی است. در فصل دوم، قسمت ۳۲، "یک دوست خز جدید" با این جمله استاندارد "وقتی برف و یخ هست، واضح است، من آنجا هستم" یا "یخ و برف حرفهٔ من است" به علاوه "دور از خز" معرفی شد. خانه." من راهم را می‌دانم."
ردیاب (شماره شناسه ۱۱ / رنگ: قهوه ای) یک پودنکو است. او با کارلوس در جنگل زندگی می‌کند و اغلب ناامن است. او از فصل ۳ قسمت 67 "Here Comes Tracker" با گفتن استاندارد "I'm all ears" به Paw Patrol کمک کرده است.
رکس (شماره شناسه ۱۳ / رنگ: سبز لیمویی) یک سگ کوهستانی برن است. او در بیابان دایناسورها زندگی می‌کند و به زبان دایناسورها صحبت می‌کند. رکس اولین بار در قسمت هفتم فصل «نجات دینو: توله سگ‌ها و تخم دایناسور» ظاهر می‌شود.

## گشت کوچولوها: در سینمایی فیلم بزرگ سگ‌های نگهبان بودن سگ‌هایی از نژاد پامرانین
- وبگاه رسمی
- PAW Patrol در NickJr.com
- PAW Patrol بایگانی‌شده  در ۲۴ اوت ۲۰۱۹ توسط Wayback Machine در TVOKids.com
- گشت پنجه‌ای در بانک اطلاعات اینترنتی فیلم‌ها (IMDb)
- گشت پنجه‌ای در تی‌وی.کام